# Uperoleia martini
Uperoleia martini är en groddjursart som beskrevs av Davies och Murray Littlejohn 1986. Uperoleia martini ingår i släktet Uperoleia och familjen Myobatrachidae. IUCN kategoriserar arten globalt som otillräckligt studerad. Inga underarter finns listade i Catalogue of Life.